# .mh
.mh è il dominio di primo livello nazionale assegnato alle Isole Marshall.

## Storia
Incominciò a essere usato on-line nel 1996 ed è gestito dal Marshall Islands Network Information Center (NIC). La procedura di registrazione prevede l'invio di una richiesta tramite e-mail al suddetto NIC, tuttavia il suo sito web risulta inattivo da alcuni anni (l'ultimo aggiornamento risale all'aprile 1997).